# Francisco de Chaves (el almagrista)
Francisco de Chaves (España, ca. 1500 – Perú, 1542), apodado el El almagrista, fue un conquistador español que actuó en la conquista del Perú, el descubrimiento de Chile y en la primera fase de la guerra civil entre los conquistadores del Perú. Fue uno de los principales oficiales del bando almagrista, al servicio de Diego de Almagro y luego de su hijo Diego de Almagro el Mozo. Se le apodó «el almagrista» para distinguirlo de otro Francisco de Chaves, apodado «el pizarrista» que, según la versión del Inca Garcilaso de la Vega, sería su primo-hermano.

## Biografía
Llegó al Perú en 1534, en la armadilla de Pedro de Alvarado, acompañando luego a Diego de Almagro en la expedición a Chile, donde tuvo una meritoria actuación, convirtiéndose pronto en un capitán importante entre los almagristas, cuya opinión era siempre requerida en los consejos de guerra (1535).
Reforzando al capitán Rodrigo de Salcedo, cooperó en la represalia contra los indígenas que habían matado a varios españoles en Tupiza, y en el combate contra los nativos venidos de Jujuy. Desconcertó a los indígenas con la rapidez de sus caballos, dejándolos desbaratados. Continuó al lado de Almagro, participando en toda la marcha a Chile, hasta que dicho capitán decidió abandonar la empresa y regresar al Perú.
Ya en el Perú, por orden de Almagro prendió a Hernando de Aldana y a otros tres españoles en la emboscada de Yucay, cerca del Cuzco. Se iniciaba así la primera guerra civil entre almagristas y pizarristas, por la posesión del Cuzco. Tomada esta ciudad por Almagro, Chaves se encargó de la custodia de los hermanos Hernando y Gonzalo Pizarro, presos en uno de los edificios del Cuzco.
Luego capturó al capitán Perálvarez en otra emboscada que tendió en el Apurímac. Enseguida, participó en la batalla del puente de Abancay, donde fue derrotado y apresado el capitán pizarrista Alonso de Alvarado. Se encargó de capturar a los soldados de Alvarado que acampaban en Cochacajas; de paso quemó el poblado indígena aledaño.
Su siguiente misión fue apoyar a Rodrigo Orgóñez en su lucha contra Manco Inca, refugiado en Vitcos. De vuelta al Cuzco, acompañó a Almagro en su viaje a la costa y estuvo presente en la fundación de Chincha, siendo designado uno de sus regidores. Estuvo también en la reunión de oficiales notables con los que acordó Almagro liberar a Hernando Pizarro como gesto de buena voluntad hacia los pizarristas, a fin de poder llegar a un acuerdo. Pero ello fue un error, pues una vez libre, Hernando se puso a la cabeza de los pizarristas y continuó la guerra.
Cuando los almagristas decidieron retroceder para defender el Cuzco, a Chaves se le dejó al frente de la retaguardia con la misión de defender el paso de Huaytará (Huancavelica). Pero no pudo evitar que dicho paso fuera ganado por los pizarristas comandados por Hernando Pizarro. Se atrajo entonces la ira de Rodrigo Orgóñez y las sospechas de haberse entendido con Pizarro, quedando dolido por tal acusación. En Vilcas (Ayacucho) se opuso al plan de retornar a la costa y recuperar Lima, prefiriendo volver al Cuzco. Finalmente, luchó en la batalla de las Salinas como capitán de jinetes y fue hecho prisionero (6 de abril de 1538).
Trasladado a Lima, formó parte del grupo de los almagristas que quedaron reducidos en la miseria y que debían compartir la misma capa, por lo que fueron apodados los «caballeros de la capa». Francisco Pizarro le ofreció un repartimiento de indios, pero no aceptó.
Con el resto de almagristas, planeó el asesinato de Pizarro y compró armas. El día fijado para el atentado anduvo a caballo por la Plaza Mayor con la consigna de ayudar a los conjurados durante el desarrollo del plan. Consumado el crimen el 26 de junio de 1541, los frailes mercedarios salieron en procesión con el Santísimo, pero Chaves, irrespetuosamente, los obligó a regresar.
Nombrado capitán de los almagristas, en el consejo recomendó al principio que se apresara a todos los pizarristas, pero luego cambió de parecer y aconsejó que se los tratara bien para así ganarlos a la causa rebelde. Pero pronto se enemistó con sus correligionarios, por causa de una mujer indígena que le reclamó Cristóbal de Sotelo, el Teniente de Gobernador almagrista. Chaves respondió de manera arrogante y hasta desacatada, por lo que tuvo que intervenir Juan de Rada (el verdadero caudillo de los almagristas, pues Almagro el Mozo era todavía muy joven), quien le quitó a la mujer, dándole así la razón a Sotelo.
Chaves, enfurecido, se acercó a Almagro el Mozo para anunciarle que ya no quería servirle, al haber sido agraviado de la peor manera, como antes lo había hecho su padre acusándole de traición por lo de Huaytará, y le anunció que, al igual que este, lo habría de pagar pronto (aludiendo así al ajusticiamiento de Almagro el Viejo). Los presentes intentaron calmarlo, pero no lo lograron, por lo que fue apresado y llevado a un navío anclado en el puerto del Callao.
Al siguiente día lo mandaron confesar, anunciándole que sería ejecutado. Sorprendido ante tal sentencia, se negó a sacramentarse, diciendo «que dos sillas tenía, la una en el cielo y la otra en el infierno, y que ya la Potencia divina tenía determinado a cuál de aquellas partes había de ir». Otros afirman que dijo: «que pues así lo mataban sus propios amigos, que el diablo le llevase el ánima». Lo cierto es que lo estrangularon en el barco y arrojaron su cadáver al mar.